# Tanyproctus eversmanni
Tanyproctus eversmanni är en skalbaggsart som beskrevs av Edmund Reitter 1902. Tanyproctus eversmanni ingår i släktet Tanyproctus och familjen Melolonthidae. Inga underarter finns listade i Catalogue of Life.